# Pär Mårts

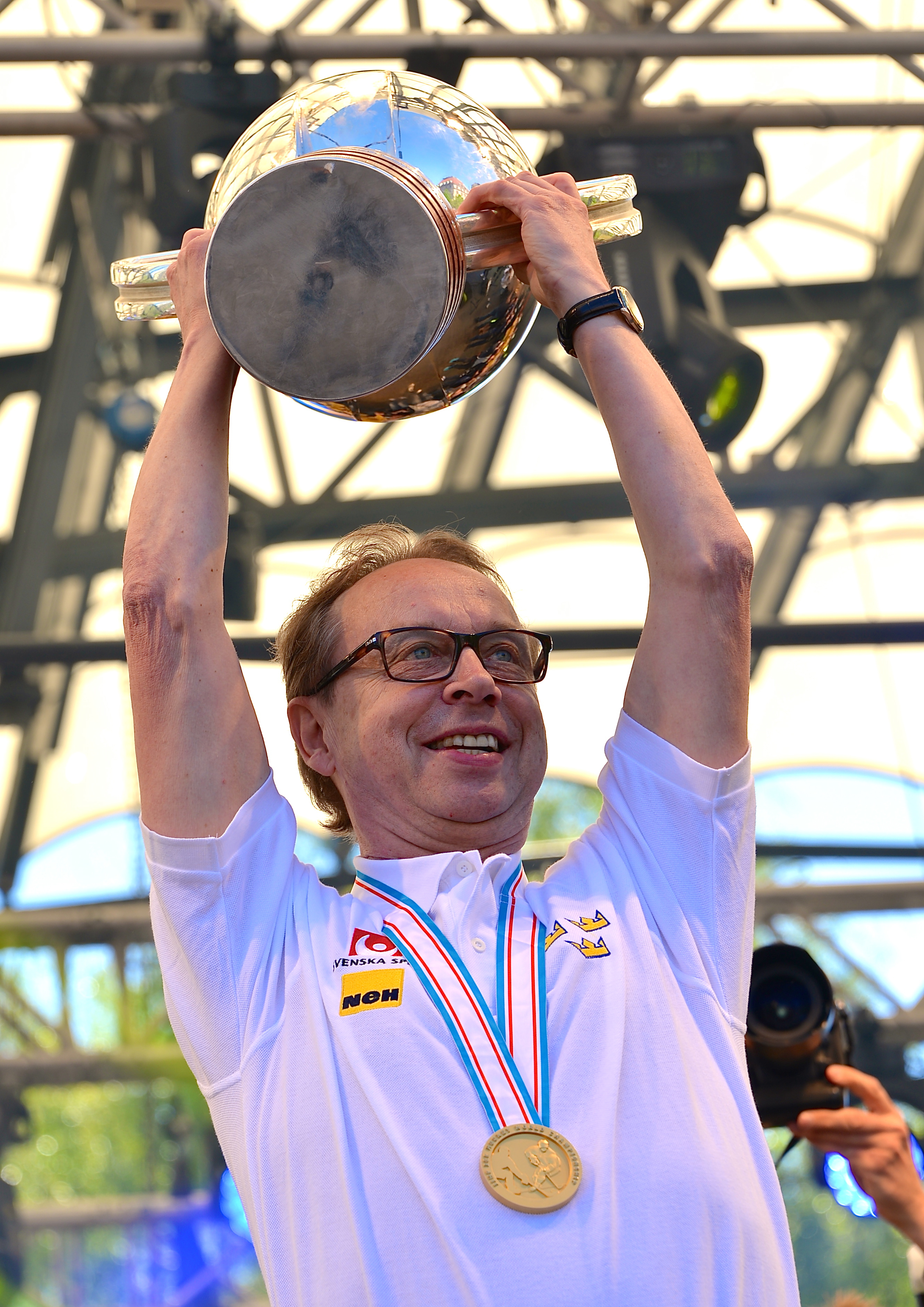
Pär Mårts lyfter VM-bucklan i Kungsträdgården i Stockholm den 20 maj efter segern i hockey-VM 2013.

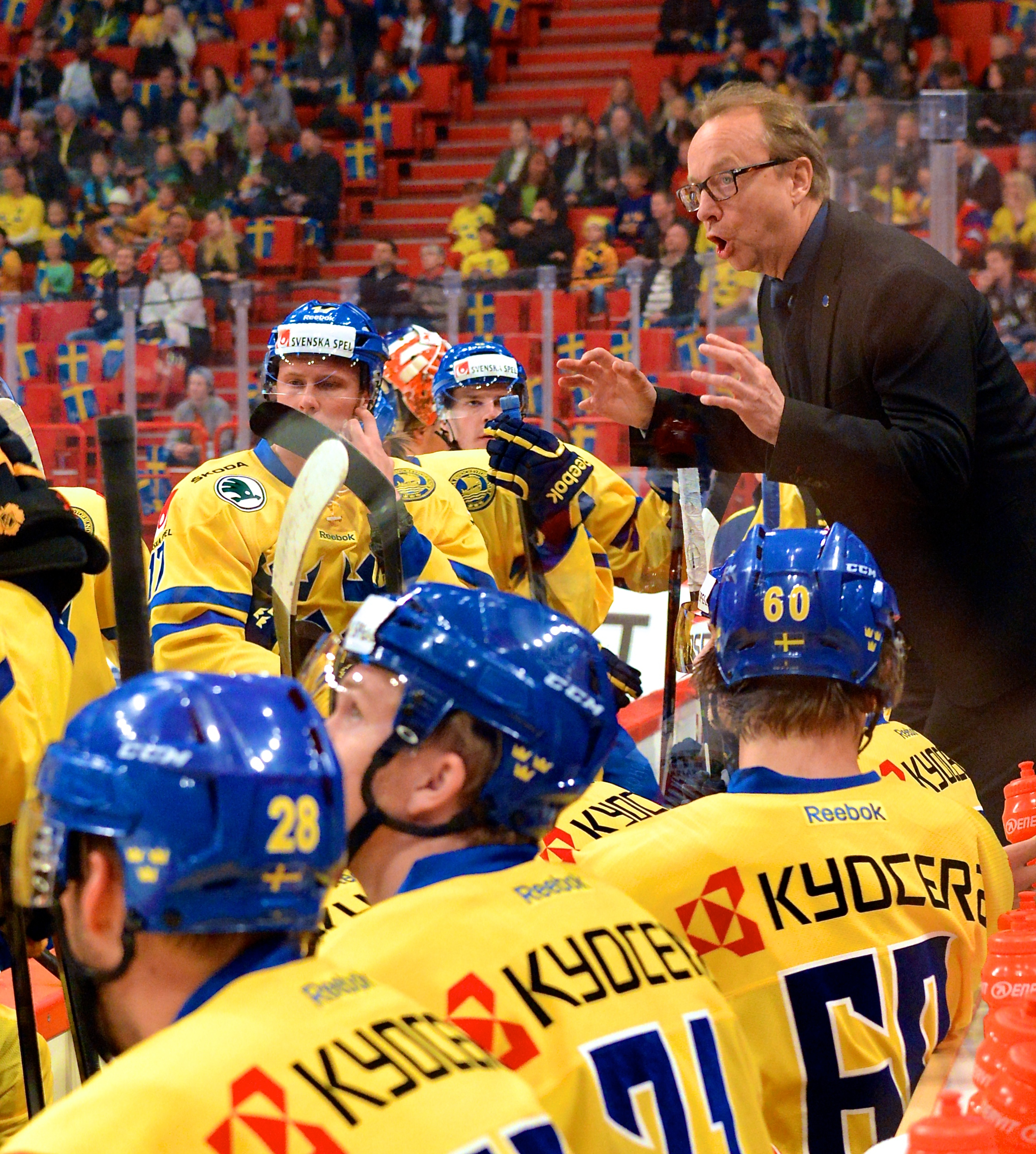
Pär Mårts i spelarbåset under matchen mot Ryssland i Oddset Hockey Games 2014 i Stockholm.

Pär Gustaf Mårts, född 30 april 1953 i Falun i Dalarnas län, är en svensk före detta ishockeyspelare och ishockeytränare.
Mårts tränade HV71 i Elitserien mellan åren 2003 och 2007, med vilka han också tog SM-guld 2004. Mellan åren 2001 och 2003 arbetade han som ledarutvecklare på ICA. 2007 blev han förbundskapten för Tre Kronors U20-lag och anställd av Svenska ishockeyförbundet. Åren 2010–2016 var Mårts förbundskapten för det svenska herrlandslaget Tre Kronor.

## Spelarkarriär
Pär Mårts bror Jan, som avled 16 år gammal, var en stor talang i hockey och spåddes bli bättre än Inge Hammarström.
Mårts började sin hockeykarriär 1971 som spelare för Västerås IK i Division 2, det som i dag motsvarar Hockeyallsvenskan. Säsongen 1972/1973 och 1973/1974 spelade han vidare med VIK Hockey nu i Division I motsvarande SHL i ishockey. Säsongen 1974/1975 flyttade Mårts över till Stockholmsklubben AIK där han hjälpte dem att kvalificera sig för den nya Elitserien. Säsongerna 1975/1976 till 1979/1980 spelade han totalt 174 Elitseriematcher och skrapade ihop 121 poäng (63 mål och 58 målgivande passningar) samt 63 utvisningsminuter. Sina sista fem säsonger spelade Mårts för Västerås IK i HockeyAllsvenskan.

## Tränarkarriär
Sedan 1986 har Mårts tränat ishockeylag. Främsta meriterna är SM-guld med HV71 2003/2004 och OS-guld som assisterande förbundskapten för Sverige 1994. Han har dessutom tränat Västerås IK och AIK. 
Säsongen 2007/2008 tog Mårts över som huvudtränare för juniorlandslagen Team 20, även kallat Juniorkronorna, och Team 19. 2008 och 2009 vann han JVM-silver.
Inför säsongen 2010/2011 fick han uppdraget som förbundskapten för Tre Kronor.
Mårts ledde Tre Kronor till guld i VM 2013. VM-turneringen präglades inledningsvis av kritik från media angående landslagets svaga insats under de första matcherna, där man bland annat hade förlorat mot Schweiz i turneringens första match.

## Meriter
- Spelare:
  - JEM-guld 1972
  - SM-silver 1978 med AIK
- Tränare i HV71:
  - SM-guld 2004
  - Årets coach 2004
- Assisterande förbundskapten:
  - VM-silver med Tre Kronor 1993, 1995
  - VM-brons med Tre Kronor 1994
  - OS-guld med Tre Kronor 1994
- Förbundskapten respektive huvudtränare:
  - JVM-silver 1992
  - JVM-silver 2008
  - JVM-silver 2009
  - JVM-brons 2010
  - VM-silver 2011
  - VM-guld 2013
  - VM-brons 2014
  - OS-silver 2014

## Klubbar
- HV71 Jönköping 2003/2004 - 2006/2007 (tränare) Elitserien
- AIK 1998/1999 - 2000/2001 (tränare) Elitserien
- VIK Västerås HK 1995 - 1996/1997 (tränare) Elitserien
- VIK Västerås HK 1988/1989 - 1990/1991 (tränare) Elitserien
- VIK Västerås HK 1986/1987 (tränare) [7] Division I
- VIK Västerås HK 1980/1981 - 1984/1985 Division I, Allsvenskan i ishockey
- AIK 1974/1975 - 1979/1980 Division I, Elitserien i ishockey
- VIK Västerås HK 1971/1972 - 1973/1974 Division II, Division I